# Mont-aux-Sources
Mont-aux-Sources (Góra Źródeł) – płaskowyż znajdujący się w południowej Afryce, na terenie Lesotho na północnym skraju Gór Smoczych na wysokości 3282 m n.p.m.
Nazwę swą płaskowyż zawdzięcza dwom francuskim protestanckich misjonarzom, którzy badając płaskowyż w roku 1836 odkryli źródła kilku dużych rzek Tugela, Vaal, Oranje. Stanowi on wododział rzek płynących do Atlantyku i do Oceanu Indyjskiego.
Jest to pionowe urwisko w kształcie półksiężyca nazywanego Amfiteatrem, z kaskadami spływającej wody rzeki Tugela przelewającej się przez krawędź i tworzącą pięć wodospadów z licznymi kaskadami o różnicy wzniesienia 948 m czyniąc go najwyższym wodospadem w Afryce i drugim co do wielkości wodospadem świata.